# Ceratocanthus bonfilsi
Ceratocanthus bonfilsi là một loài bọ cánh cứng trong họ Hybosoridae. Loài này được Chalumeau miêu tả khoa học năm 1977.